# أيوب بن القرية
أيوب ابن القرية، والقِريّة بكسر القاف هو أسم أمه وهي خماعة بنت جُشم بن ربيعة وكان يلقب بها، كان ابن القرية أعرابياً أُمياً، عاش في العصر الأموي، وكان يُضرب به المثل في فصاحتهِ وبيانهِ وبلاغتهِ، ووفد على عبد الملك بن مروان، وعلى الحجاج بن يوسف الثقفي فأعجب بفصاحته وجعله من اصحابه.

## نسبه
هو أبو سليمان أيوب بن زيد بن قيس بن زرارة بن سلمة بن جشم بن مالك بن عمرو بن عامر 
بن زيد مناة بن عامر بن سعد بن الخزرج بن تيم الله بن النمر بن قاسط من ربيعة بن نزار من عدنان.

## بعض من أخباره وأقواله
- يقال: أبلغ من ابن القِرِّية. وقد شهد له بالتفوق في الفصاحة والخطابة الأصمعي الذي

قال : أربعة لم يلحنوا في جِد ولا هزل : عامر الشعبي ، وعبد الملك بن مروان، والحجاج بن يوسف الثقفي ، وابن القرية .
- قال الجاحظ: سأل الحجاج بن يوسف ابن القرية عن أضيع الأشياء؟ فقال: سراج في شمس، ومطر في سبخة، وبِكْر تُزَفّ إلى عنين، وطعام متأنّقٌ فيه عند سكران، ومعروف عند غير أهله .
- دخل ابن القرية على الحجاج بن يوسف فسأله الحجاج وقال له: «ما الكفر؟ قال: البطر بالنعمة، واليأس من الرحمة، فقال ما الرضا ؟ قال: الثقة بقضاء الله والصبر على المكاره، فقال: ما الحلم ؟ قال: إظهار الرحمة عند القدرة والرضا عند الغضب، فقال: ما الصبر؟ قال: كظم الغيظ والاحتمال لما يراد، فقال ما الكرم؟ قال: حفظ الصديق وقضاء الحقوق، فقال: ما القناعة؟ قال: الصبر على الجوع والعري عن اللباس، فقال ما الغنى؟ قال: استعظام الصغير واستكثار القليل، فقال: ما الرفق؟ قال: إصابة الأشياء الكبيرة بالآلة الصغيرة الحقيرة، فقال ما الحمية؟ قال: الوقوف على رأس من هو دونك، فقال: ما الشجاعة؟ قال: الحملة في وجوه الأعداء والكفار، والثبات في موضع الفرار، فقال: ما العقل؟ قال: صدق المقال وإرضاء الرجال، فقال: ما العدل؟ قال: ترك المراد وصحة السيرة والاعتقاد، فقال: ما الإنصاف؟ قال: المساواة عند الدعاوى بين الناس، فقال: ما الذل؟ قال: المرض من خلو اليد والانكسار من قلة الرزق، فقال: ما الحرص؟ قال: حدة الشهوة عند الرجال، فقال: ما الأمانة؟ قال: قضاء الواجب، فقال: ما الخيانة؟ قال: التراخي مع القدرة، فقال: فما الفهم؟ قال: التفكر وإدراك الأشياء على حقائقها .

- قال ابن القرية يوماً « أحق الناس بالإجلال ثلاثة: العلماء والإخوان والسلاطين، فمن استخف بالعلماء أفسد دينه، ومن استخف بالإخوان أفسد مروءته، ومن استخف بالسلطان أفسد دنياه، والعاقل لا يستخف بأحد ».

- قال أيوب الرجال ثلاثة، عاقل وأحمق وفاجر، فالعاقل إذا تكلّم أجاد، وإن سمع وعى، وإن نطق نطق بالصواب؛ والأحمق إن تكلّم عجل، وإن حُدِّث ذهل، وإن حمل على القبيح فعل؛ والفاجر: إن ائتمنته خانك وإن حادثته شانك.

## مقتله على يد الحجاج
بعثه الحجاج رسولاً إلى عبد الرحمن بن الأشعث إلى سجستان عندما ثار فيها على الحجاج والامويين في وقعة دير الجماجم، فأمره ابن الاشعث أن يخلع الحجاج، ويقوم بذلك ويشتمه، فقال : إنما أنا رسول . فقال : لتفعلن أو لأضربن عنقك، ففعل، فلما انتصر الحجاج على ابن الاشعث جيء بابن القرية أسيراً للحجاج
فقال : أخبرني عن أهل العراق ؟
قال . أعلم الناس بحق وبباطل .
قال : فأهل الحجاز ؟
قال : أسرع الناس إلى فتنة، وأعجزهم عنها .
قال : فأهل الشام ؟ قال : أطوع شيء لأمرائهم .
قال : فأهل مصر ؟
قال : عبيد من علمت .
قال : فأهل الجزيرة ؟
قال : أشجع فرسان وأقتل للأقران .
قال : فأهل اليمامة ؟
قال : أهل أهواء وأختلاف .
قال : فأهل اليمن ؟
قال : أهل سمع وطاعة .
ثم سأله عن قبائل العرب ، وعن البلدان وهو يجيب، إلى أن قال الحجاج: "ثكلتك أمك يا ابن القرية! لولا اتباعك لأهل العراق وقد كنت أنهاك عنهم أن تتبعهم فتأخذ من نفاقهم"، ثم دعا بالسيف وأومأ إلى السياف أن أمسك، فقال ابن القرية: "ثلاث كلمات أصلح الله الأمير كأنهن ركب وقوف يكن مثلا بعدي"، قال: "هات"، قال: "لكل جواد كبوة ولكل صارم نبوة ولكل حليم هفوة" ، قال الحجاج: ليس هذا وقت المزاح، ياغلام أوجب جرحه، فضرب عنقه. وندم عليه، وذلك في سنة 84هـ / 703م.